# 브로드소드

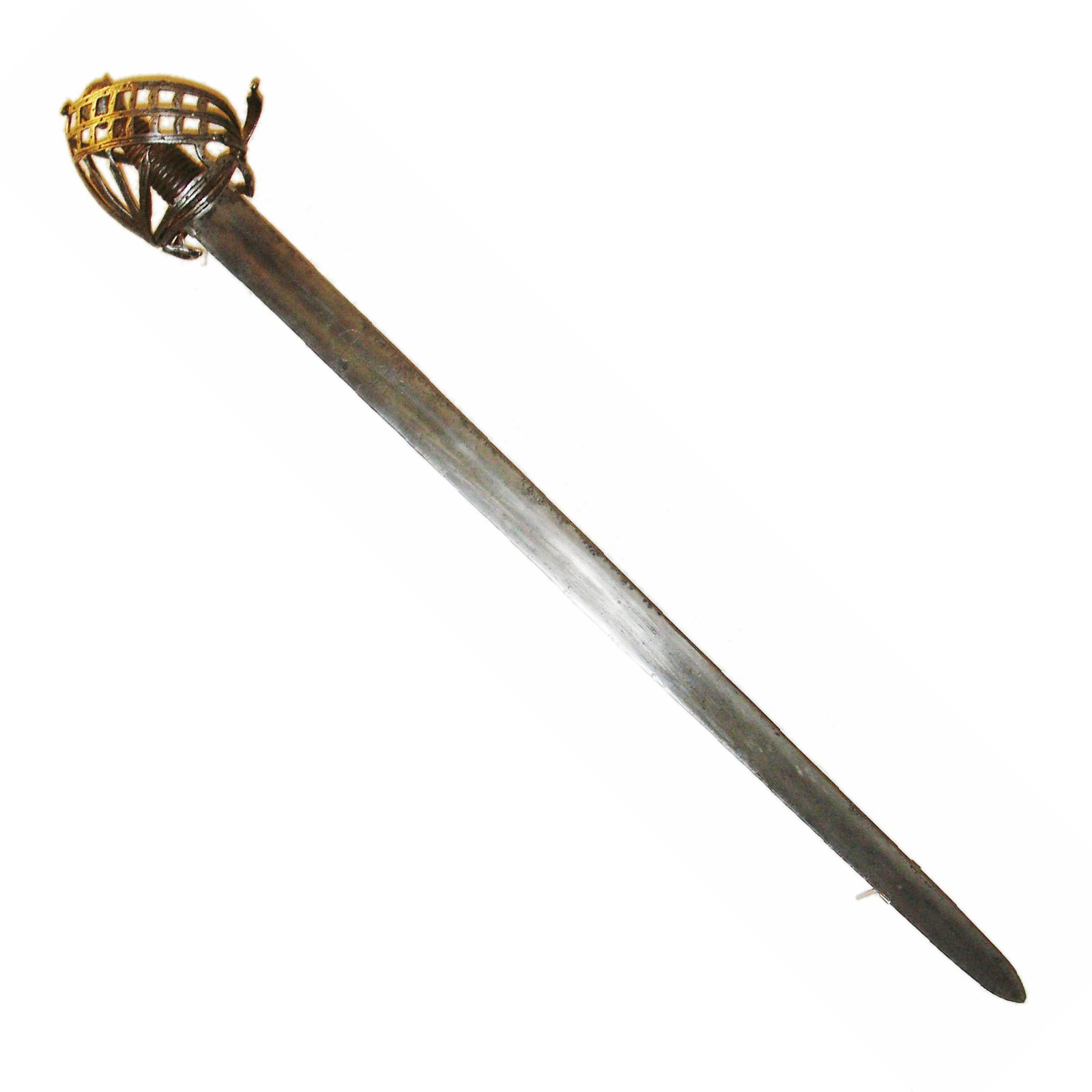

브로드 소드(영어: broadsword)라는 용어는 다양한 형태의 검들을 지칭하는 용어이다. 하지만 어느 시대의, 어느 문화권의 검을 이야기하느냐에 따라 지칭하는 대상이 달라진다.

## 15-19세기 사이에 만들어진 유럽의 직선형 양날검

### 구조
브로드 소드는 16세기에 진화하여 17세부터 18세기까지 걸쳐서 유럽에서 인기가 많았다. 특히 나폴레옹 시대의 중기병이 전쟁터에서 애용하였다.
이러한 초기의 브로드 소드는 1545년에 침몰하였던 영국 해군의 메리 로즈 호의 잔해에서 발견되었다. 그 이전에 브로드 소드의 최초의 등장을 고증하였던 시기는 잉글랜드 내전의 시기였다. 철사로 된 가드는 처음에 간단한 구조로 되었지만 나중에 점점 화려한 장식으로 형성하였다.
브로드 소드는 에스파다 로페라 또는 스파다 다 라토에서 진화하였던 같은 시기의 가벼운 민간인용 검인 레이피어와 다르게 무거운 군사용 검이였다. 레이피어의 칼날이 가늘어져서 찌르기용으로 진화한 나머지 무거운 칼날을 지냈던 검은 브로드 소드라고 불렀다.
17세기에 들어면서 유럽의 몇몇의 지역 마다 발전하였던 브로드 소드처럼 독특한 가드가 나타났다. 그 예로 왈룬 힐트 (Walloon hilt), 싱클레어 힐트 (Sinclair hilt), 스키아보나 (schiavona), 모튜어리 소트 (mortuary sword), 클레이모어, 팔라쉬 (pallasch) 등이 있었다. 모튜어리 소드와 클레이모어의 두 형태는 이탈리아와 독일에서 수입하든 국내에서 제작했든 영국에서 흔하였다. 그들이 18세기 기병용 사브르의 형태를 영향을 주었다.
18세기쯤 유럽에서 흥하였던 결투는 가벼운 스몰 소드로 행하였지만 브로드 소드로 행하였던 결투는 스코틀랜드에서 흥하였다. 스코틀랜드식 브로드 소드로 싸우는 검술은 18세기에서 몇몇의 교본으로 출판하였다. 이러한 스코틀랜드식 브로드 소드의 후손은 (비록 작아진 백소드의 형태이지만) 나폴레옹 시대부터 19세기까지 영국 기병 사이에 쓰였다.

## 중국의도(刀)를 영어로 번역한 것
번역 과정에서 잘못 번역한 것으로 유럽 입장에서 도는 사실 사브르라고 번역해야 옳다.

## 같이 보기
- 클레이모어
- 파타 (도검)
- 우미도